# Robert Balfour
Robert Balfour (1550 - 1625) fue un filósofo y lingüista escocés.
Nacido en Angus, estudió en las universidades de St. Andrews y París. Se volvió profesor en la enseñanza del idioma griego en el Colegio Guienne de Burdeos y en 1586, fue designado director de la institución. Su gran obra fue el escrito en latín Commentarii in Organum Logicum Aristotelis de 1618. Su trabajo Cleomedis meteora, también escrito en latín, fue reimpreso en Leiden el año de 1820.
- Datos: Q3434493